# Kaditzer Straße (Radebeul)

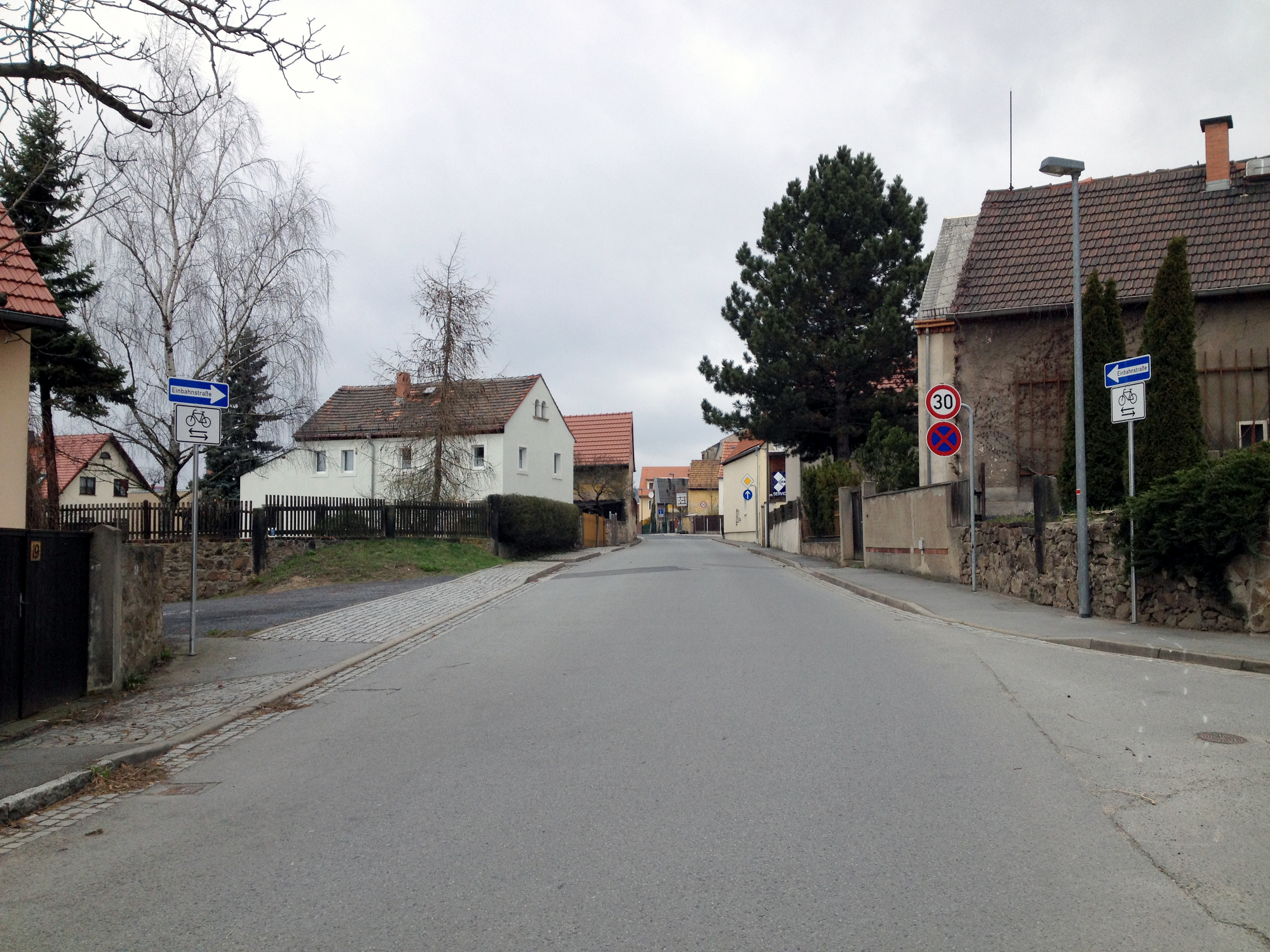
Kaditzer Straße nach Norden, rechts die Einmündung der Dresdner Straße

Die Kaditzer Straße ist eine gut 400 Meter lange Innerortsstraße der sächsischen Stadt Radebeul, gelegen in der Ursprungsgemarkung Alt-Radebeul. Die Straße liegt im Sanierungsgebiet Radebeul-Ost.

## Ortslage und Bebauung

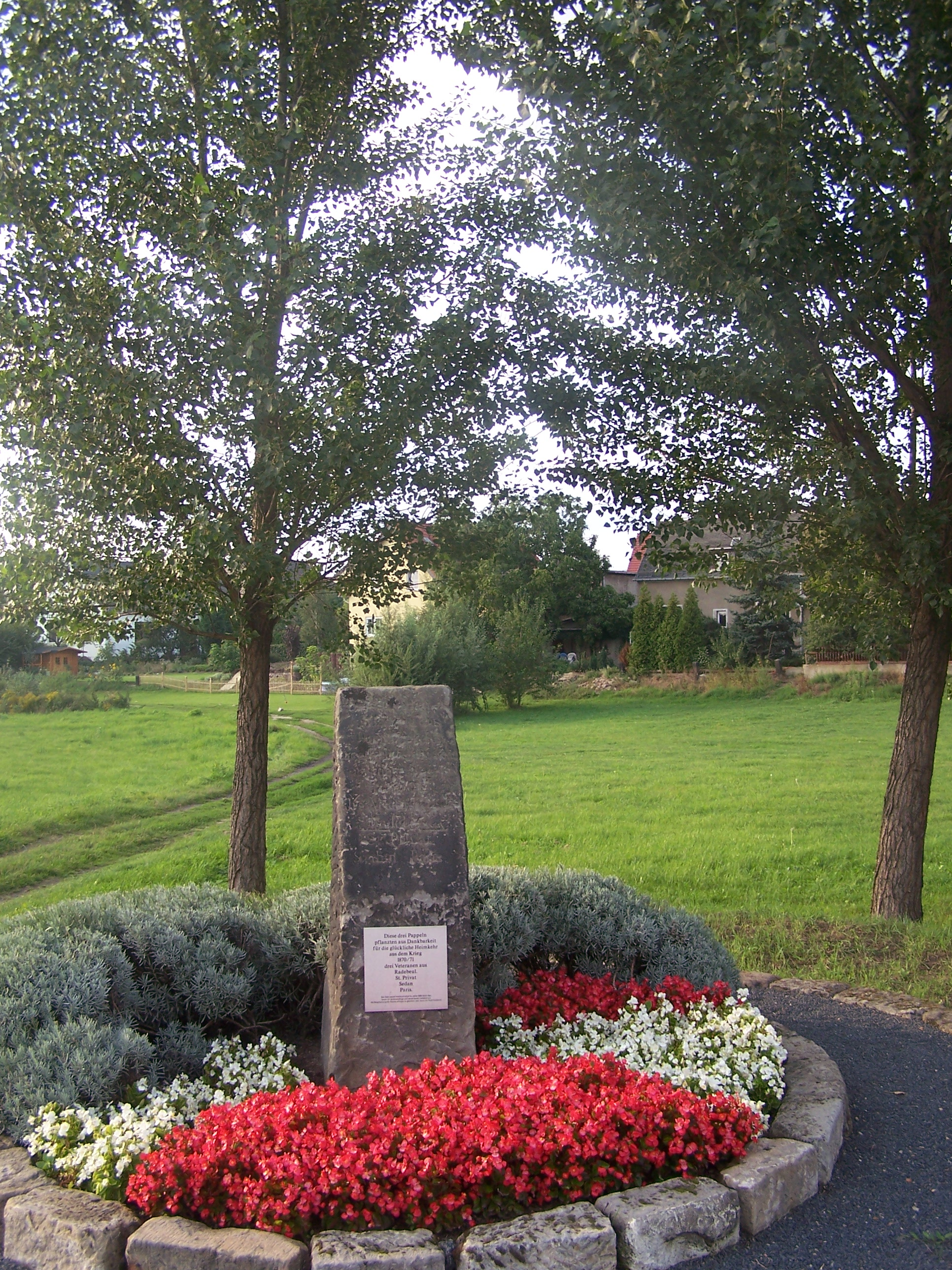
Heimkehrerstein

Die Kaditzer Straße beginnt an der Kreuzung Serkowitzer Straße (von Westen) mit der ehemaligen Hauptstraße auf der Ostseite, deren Beginn heute dort im Robert-Werner-Platz aufgegangen ist. Während an jener Kreuzung die Schildenstraße nach Norden führt, geht die Kaditzer Straße nach Südosten ab und am Beginn der Dresdner Straße vorbei, dann schwenkt sie in südliche Richtung nach Kaditz und geht an der Ortsgrenze zu Dresden in die dortige Spitzhausstraße über, die zur Kaditzer Kirche führt. Der Weg bis zur Kirche, der gegenüber auch das alte Schulhaus liegt, beträgt auf Dresdner Gebiet noch gut 1,3 Kilometer.
Die Benummerung beginnt im Norden an der Serkowitzer Straße; die ungeraden Hausnummern liegen rechts, also im Westen. Die Grundstücke liegen dicht an der Straße, sie sind die rückwärtige Bebauung der Flurstücke am historischen Dorfkern Am Kreis. Die Benummerung läuft bis zur Nr. 19, dann beginnen die Seewiesen. Die geraden Nummern liegen jeweils gegenüber auf der Ostseite; sie laufen bis zur Nr. 20.
Einige Kulturdenkmale liegen entlang der Straße und sind daher in der Liste der Kulturdenkmale in Radebeul (Gemarkung) aufgeführt:
- Nr. 2, Nr. 5, Nr. 9, Nr. 11, Nr. 12
- Hinzu kommt der Heimkehrerstein am Ortseingang auf der Westseite.

## Namensgebung
Die Straße war 1657 der Kirchweg vom Dorfkern von Radebeul zur zugehörigen Kirche in Kaditz, der Emmauskirche. Der heutige Name Kaditzer Straße wurde 1890 amtlich gewidmet.

## Anwohner

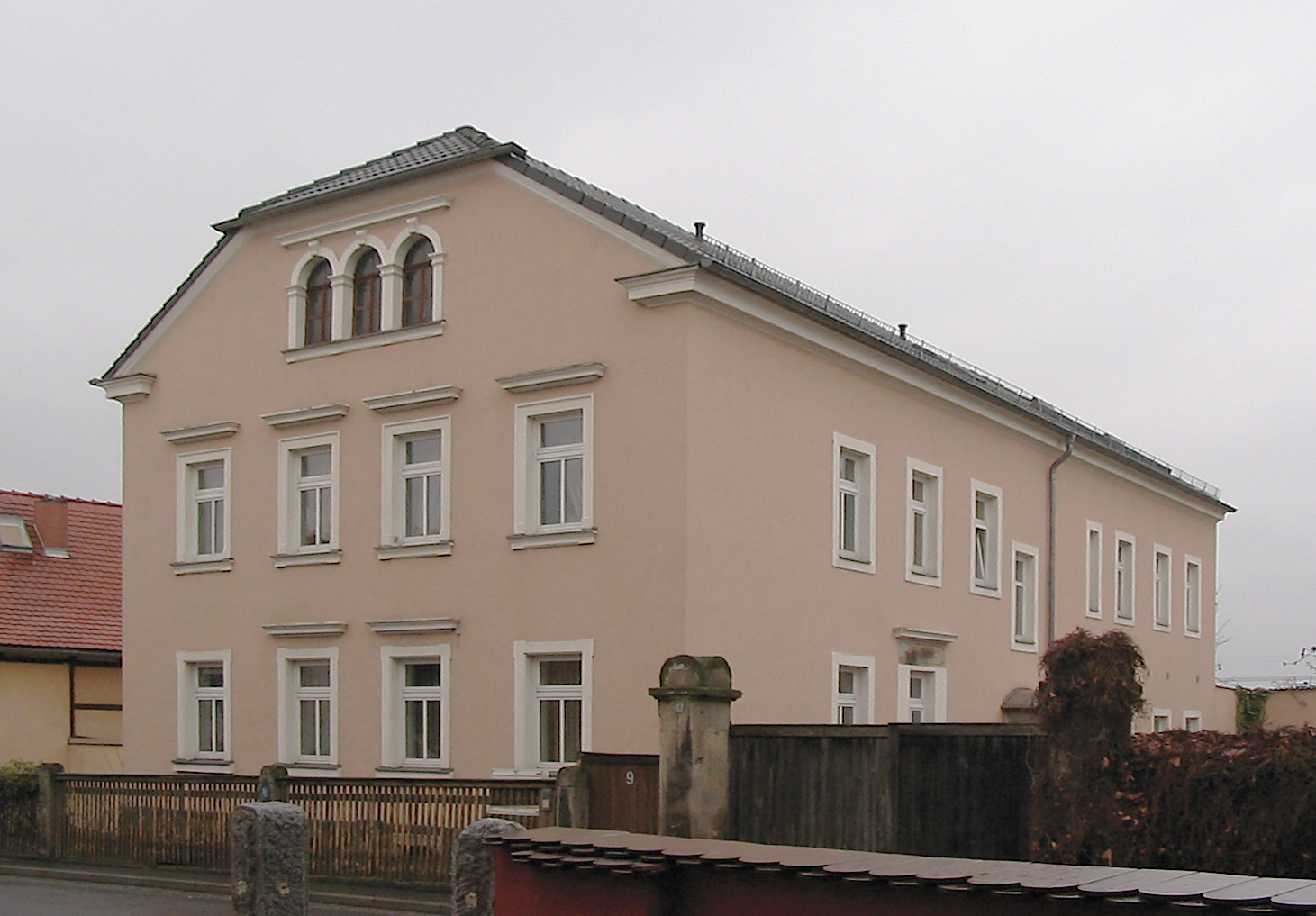
Haupthaus des Dreiseithofs an der Kaditzer Straße 9 aus dem Jahr 1898

Der von Kaditz zugereiste Zimmermeister Johann Christian Ziller, Ahn der in der Lößnitz ansässigen Baumeisterfamilie Ziller, und ein Teil seiner Nicht-Baumeister-Nachkommen wohnten lange Zeit im Dreiseithof Kaditzer Straße 9 (auch Bauerngut Nr. 8 nach der Brandkataster-Nummerierung). Das Haupthaus des „stattlichsten Gehöfts der Dorflage Radebeul“ wurde 1898 durch den Baumeister Gustav Ziller für seinen Cousin Friedrich Hermann Ziller neu errichtet.